# 大西洋の壁

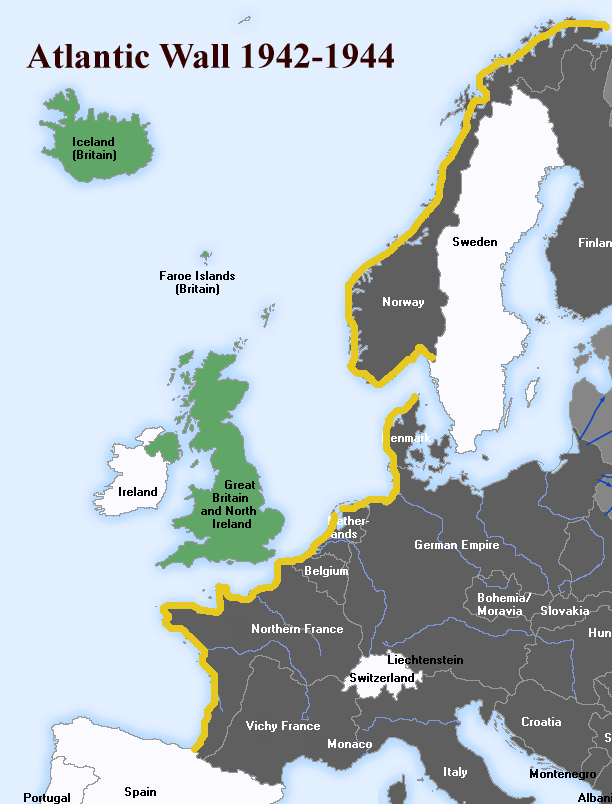
1942年から1944年までの大西洋の壁

大西洋の壁（たいせいようのかべ、ドイツ語: Atlantikwall、フランス語: Mur de l’Atlantique、英語: Atlantic Wall）は、第二次世界大戦中にイギリス本土からの連合国軍の侵攻に備えて、ナチス・ドイツによってヨーロッパ西部の海岸に構築された、2685kmに及ぶ広範囲な海岸防衛線である。

## 戦略
大西洋の壁は、ジークフリート線を設計したナチス・ドイツ軍需相フリッツ・トート率いるトート機関が壁の計画、構築を担当した。約60万人もの労働者がドーバー海峡に面するベルギー・フランス海岸への防衛線構築に従事した。しかし資材不足等で構築は完成どころかさほど進展もしなかった。一説には西方総軍総司令官ゲルト・フォン・ルントシュテット陸軍元帥はドイツ敗北を見通しており、この防衛線構築は無意味で、真剣にとりかかっても完成するとは思えない、としていたから、ともある。

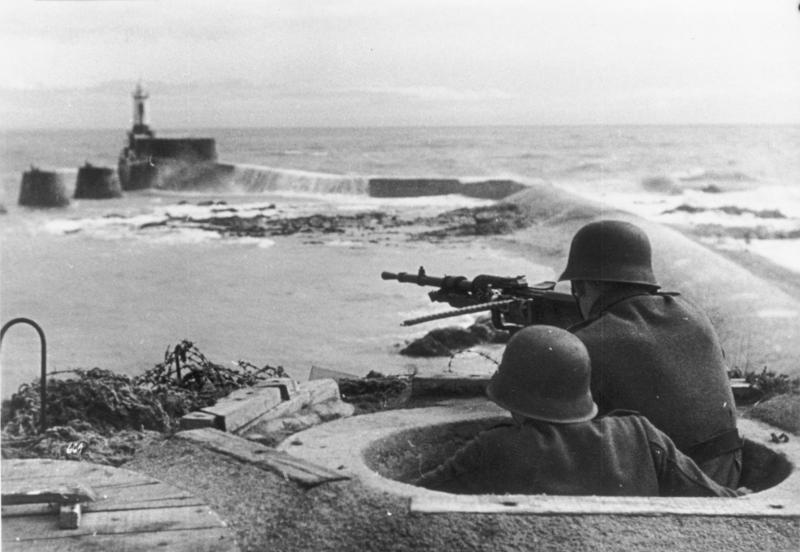
ホッチキス Mle1914重機関銃を装備した第158予備師団の沿岸防衛部隊（レ・サーブル＝ドロンヌ 1944年）

エルヴィン・ロンメル陸軍元帥は1944年初め、壁の防御改善を任命された（ただし当初は視察して勧告するのみ）。ロンメルは既存の防御線が見せかけだけであることを見抜き、フランス北西部のB軍集団司令官に着任してからは直ちにその強化を始めた。ロンメルは、連合軍侵攻は水際で阻止しなければならない、さもなければドイツの敗北は必至と固く信じていた。彼の指揮下、コンクリート製トーチカが海岸および内陸部に沿い構築され、機銃、対戦車砲、軽野砲が収納された。海岸部には地雷原および対戦車障害物「チェコの針鼠」を設置、海岸沖には機雷と障害物が敷設された。それらは連合軍の上陸用舟艇を、着岸前に損傷・破壊するための物であった。

## 全容
連合軍上陸まで、ドイツ軍はフランス北部に600万個の地雷を敷設した（ロンメルはそれでも不足と考えていた）。多くの機銃座と地雷原が海岸から内陸に続く道に沿い設置された。パラシュート部隊やグライダー着陸に適した土地には、「ロンメルのアスパラガス Rommelspargel」と呼ばれた傾斜した杭や鉄柱を打ち込み、降下部隊が戦う前に損害を出すようにした。また水を引き込み沼地を拡大させたり、河口部を氾濫させたりした。また、未成に終わったH級戦艦主砲に使われる予定だった16インチ砲を転用した沿岸防御砲が配置されたが、10門中7門がノルウェーに配置され、実際に連合軍が上陸したフランスに配置されたのは3門のみであったが、これは連合軍が「ヨーロッパ上陸作戦はノルウェーで実行する」という偽情報を流しており、これにドイツがまんまと騙されたためである（フォーティテュード作戦参照）。
「大西洋の壁」は結局完成しなかった。1942年から1944年にかけ、砲台、トーチカ、地雷原より成る壁は（完成度に差はあるものの）フランス・スペイン国境からノルウェーまで及んだ。多くのトーチカが現在もシュヴェニンゲンの近く、ハーグ、ノルマンディーに存在する。第二次世界大戦後トーチカの幾つかは海岸の砂に埋もれた。また、無用になったこれらトーチカは政府によって爆破処理された。
チャンネル諸島のうちフランスに最も近いオルダニー島の防御は特に強化された。ヒトラーは大西洋の壁に使用される鉄鋼およびコンクリートの一割をチャンネル諸島に使用するよう命じた。それはイギリス領を支配下に置いていることのプロパガンダのためであった。「コンステレーション作戦」などチャンネル諸島奪回の作戦が提案されたこともあったが、連合軍はその重防備から島の攻略を回避し、ノルマンディー上陸後も島を解放しようとはしなかった。そのためチャンネル諸島のドイツ守備隊が降伏したのはドイツ全軍が降伏した翌日の1945年5月9日であった。オルダニー島の守備隊は5月16日まで降伏しなかった。